# Romet Pony-50
Romet Pony 50 – motorower sprzedawany w Polsce od 2007 lub 2008 pod marką Romet. W 2009 roku nie jest już oferowany. Jednoosobowa motorynka Romet Pony 50 jest przewidziana dla młodzieży od 14 roku życia.

## Dane techniczne
- Wymiary: 1450 mm x 790 mm x 1040 mm,
- Masa pojazdu gotowego do jazdy: 72 kg,
- Dopuszczalna ładowność: 150 kg,
- Silnik: czterosuwowy, jednocylindrowy stojący, chłodzony powietrzem,
- Pojemność: 49,5 cm³,
- Moc maksymalna: 2,8 kW (3,8 KM) przy 8900 obr./min.,
- Rozruch: elektryczny, nożny,
- Zapłon: elektroniczny CDI,
- Przeniesienie napędu: łańcuch,
- Prędkość maksymalna: 45 km/h,
- Pojemność zbiornika paliwa: 3,2 l,
- Hamulec przód/tył: tarczowy/tarczowy,
- Opony przód/tył: 3,50-10 / 3,50-10,
- Amortyzator z tyłu: centralny,
- Wyposażenie dodatkowe: prędkościomierz elektroniczny.